# Are You Dreaming?
Az Are You Dreaming? a holland Twenty 4 Seven nevű eurodance csapat 2. kimásolt kislemeze a Street Moves című debütáló albumukról. A dalban Nancy Coolen énekel, és Captain Hollywood mint rapper közreműködik. A dal 17. volt az Egyesült Királyságban, és 18. Hollandiában. Olaszországban a 8. helyezést érte el, és megjelent Németországban is.

## Számlista

### CD maxi
UK
1. "Are You Dreaming?" (Radio Edit) 	         — 2:45
2. "Are You Dreaming?" (Bruce Forest Radio Edit)  — 4:01
3. "Are You Dreaming?" (Bruce Forest Remix)       — 6:53
4. "Are You Dreaming?" (Nightmare Mix) 	         — 5:08

CD maxi
Németország
1. "Are You Dreaming?" (Radio Edit) 	         — 2:45
2. "Are You Dreaming?" (Nightmare Mix) 	         — 5:08
3. "Are You Dreaming?" (Acapella)                 — 4:24
4. "Are You Dreaming?" (Dream Dub)                — 4:24

CD maxi
Skandinávia
1. "Are You Dreaming?" (Radio Edit) 	         — 2:45
2. "Are You Dreaming?" (Nightmare Mix) 	         — 5:08
3. "Are You Dreaming?" (Acapella)                 — 4:24
4. "Are You Dreaming?" (Dream Dub)                — 4:24

### Vinyl 7"
Hollandia
1. "Are You Dreaming?" (Radio Edit) 	         — 2:45
2. "Are You Dreaming?" (Instrumental Edit)        — 3:18

### Vinyl 12"
Olaszország
1. "Are You Dreaming?" (Radio Edit) 	         — 2:45
2. "Are You Dreaming?" (Dream Dub)                — 4:24
3. "Are You Dreaming?" (Nightmare Mix) 	         — 5:08
4. "Are You Dreaming?" (Acapella)                 — 4:24

## Slágerlista
| Slágerlista(1990/1991)                           | Legjobb helyezés |
| ------------------------------------------------ | ---------------- |
| Ausztria (Ö3 Austria Top 40)                     | 22               |
| Dánia (IFPI)                                     | 5                |
| Európa (Eurochart Hot 100)                       | 8                |
| Európa (European Hot 100 Singles)                | 17               |
| Finnország (Suomen virallinen lista)             | 6                |
| Németország (Official German Charts)             | 16               |
| Olaszország (FIMI)                               | 8                |
| Hollandia (Dutch Top 40)                         | 21               |
| Hollandia (Single Top 100)                       | 18               |
| Svájc (Schweizer Hitparade)                      | 4                |
| Egyesült Királyság (The Official Charts Company) | 17               |
| Slágerlista (1991)                               | Legjobb helyezés |
| Európa (Eurochart Hot 100)                       | 13               |

### Év végi összesítések
| Slágerlista (1991)                               | Helyezések |
| ------------------------------------------------ | ---------- |
| Ausztria Austrian Singles Chart                  | 30         |
| Európa (European Hot 100 Singles)                | 85         |
| Németország (Media Control Charts)               | 95         |
| Hollandia (Single Top 100)                       | 85         |
| Svájc (Schweizer Hitparade)                      | 29         |
| Egyesült Királyság (The Official Charts Company) | 43         |